# Saurita pebasa
Saurita pebasa är en fjärilsart som beskrevs av William James Kaye 1918. Saurita pebasa ingår i släktet Saurita och familjen björnspinnare. Inga underarter finns listade.